# 圣阿梅
圣阿梅（法語：Saint-Amé，法語發音：[sɛ̃.t‿ame] ⓘ）是法国大東部大區孚日省的一个市镇，属于埃皮纳勒区。

## 地理
圣阿梅（48°1'29"N, 6°40'11"E）面积8.07 平方千米，位于法国大東部大區孚日省，该省份为法国东北部内陆省份，北起默兹省和默尔特-摩泽尔省，西接上马恩省，南至上索恩省和贝尔福地区省，东临上莱茵省和下莱茵省。
与圣阿梅接壤的市镇（或旧市镇、城区）包括：勒桑迪卡、克勒里、多马坦莱勒米尔蒙、圣艾蒂安-莱勒米尔蒙。

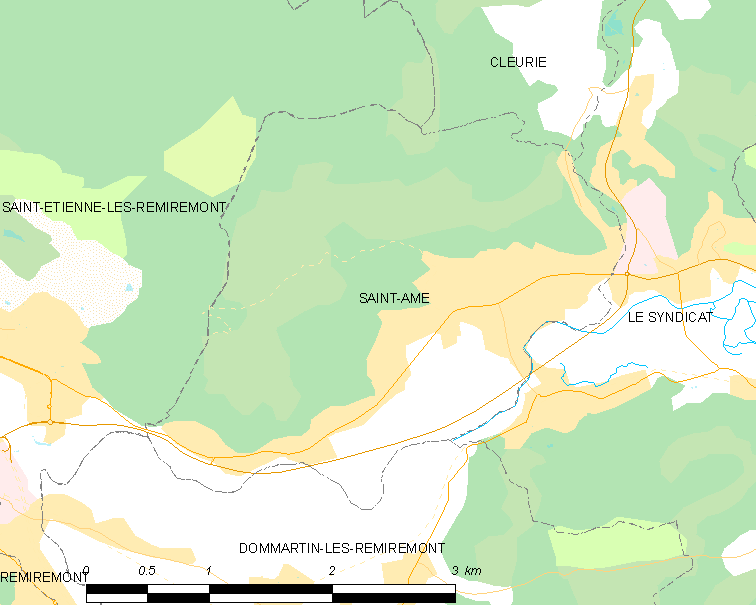
圣阿梅的OSM定位图

圣阿梅的时区为UTC+01:00、UTC+02:00（夏令时）。

## 行政
圣阿梅的邮政编码为88120，INSEE市镇编码为88409。

## 政治
圣阿梅所属的省级选区为勒米尔蒙县。

## 人口

1962-2008年间圣阿梅人口变化图示

圣阿梅于2022年1月1日时的人口数量为2140人。